# 399979 Lewseaman
399979 Lewseaman este o planetă minoră (asteroid), cu un diametru de 1,124 km, din centura de asteroizi. A fost descoperită pe 30 ianuarie 2006 la Catalina Station⁠(d) de Catalina Sky Survey. 
Obiectul prezintă o orbită caracterizată de o semiaxă mare de 2,3307937440649 UAi, o excentricitate de 0,22, o înclinație de 23,3 ° în raport cu ecliptica.